# Euroa
Euroa – miasto w Australii, w stanie Wiktoria.